# Indonesia en los Juegos Paralímpicos de Río de Janeiro 2016
Indonesia estuvo representada en los Juegos Paralímpicos de Río de Janeiro 2016 por nueve deportistas, seis hombres y tres mujeres.

## Medallistas
El equipo paralímpico indonesio obtuvo las siguientes medallas:
| Nombre             | Deporte                   | Evento          |
| ------------------ | ------------------------- | --------------- |
| Oro                |                           |                 |
| —                  |                           |                 |
| Plata              |                           |                 |
| —                  |                           |                 |
| Bronce             |                           |                 |
| Ni Nengah Widiasih | Levantamiento de potencia | –41 kg femenino |